# Matthias Habich

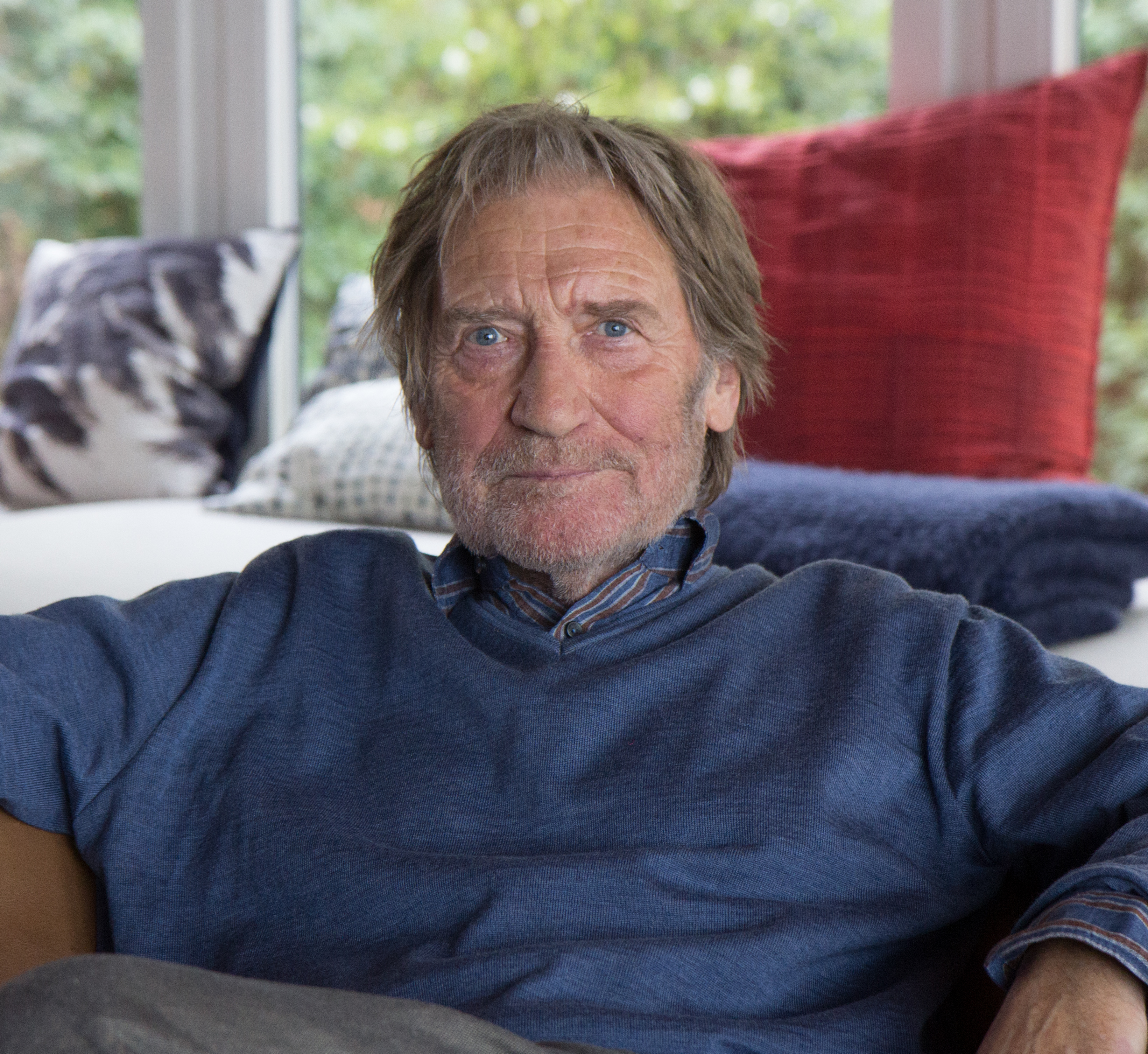
Matthias Habich (2018)

Matthias Habich (Danzigue, 12 de janeiro de 1940) é um ator alemão.
No filme de 2001, Enemy at the Gates about Stalingrad, ele interpretou o general (mais tarde Marechal de Campo) Friedrich Paulus. Em 2004, no filme A Queda (Der Untergang), ele interpretou Werner Haase.

## Filmografia
- Die merkwürdige Lebensgeschichte des Friedrich Freiherrn von der Trenck (1972)
- Des Christoffel von Grimmelshausen abenteuerlicher Simplicissimus (1975)
- Coup de Grâce (1976)
- Der Fangschuss (1976)
- Ursula (1978)
- Jack Holborn (1982)
- Glut (1983)
- Die Glorreichen (1984)
- Der Passagier – Welcome to Germany (1988)
- Das letzte U-Boot (1992)
- Noir comme le souvenir (1995)
- Deutschlandlied (1995)
- Jenseits der Stille (1996)
- Die Rättin, Fernsehfilm (1997)
- Das Urteil, Fernsehfilm (1997)
- Klemperer – Ein Leben in Deutschland (1999)
- Jahrestage (2000)
- Duell – Enemy at the Gates (2001)
- Nirgendwo in Afrika (2001)
- Der Untergang (2004)
- Nero – Die dunkle Seite der Macht (2004)
- Kein Himmel über Afrika (2005)
- Unkenrufe (2005)
- Wellen, Fernsehfilm (2005)
- Silberhochzeit, Fernsehfilm (2006)
- Afrika, mon amour, Fernsehfilm (2007)